# Terminalia cyanocarpa
Terminalia cyanocarpa är en tvåhjärtbladig växtart som beskrevs av René Paul Raymond Capuron. Terminalia cyanocarpa ingår i släktet Terminalia och familjen Combretaceae. Inga underarter finns listade i Catalogue of Life.